# عجلي

دويري (عجلي شائع) تولدها دائرة متدحرجة.

في الهندسة، العَجَلِي أو المنحني العجلي أو الدُحروج العام (من اليونانية trochos التي تعني "عجلة") هي دحروجة تتشكل من دائرة تتدحرج على طول مستقيم. إنه المنحنى الذي ترسمه نقطة مثبتة على دائرة (حيث قد تكون النقطة في الدائرة أو داخلها أو خارجها) بينما تتدحرج على طول خط مستقيم. إذا كانت النقطة على الدائرة، يُطلق على النوع اسم عجلي شائع (common trochoid، يعرف أيضًا بالدويري)؛ إذا كانت النقطة داخل الدائرة، يكون العجلي متقاصرًا؛ وإذا كانت النقطة خارج الدائرة، يكون العجلي متطاولًا. كلمة "trochoid" صاغها جيل دي روبرفال .[بحاجة لمصدر]

## الوصف الأساسي

عجلي متطاول حيث

عجلي متقاصر حيث

عندما تتدحرج دائرة نصف قطرها a دون أن تنزلق على طول المستقيم L ، يتحرك المركز C بالتوازي مع L، وكل نقطة أخرى P في المستوى الدوار مرتبطة بشكل صارم بالدائرة ترسم المنحنى المسمى العجلي. لتكن CP = b. المعادلات الوسيطية للعجلي إذا كان L هو المحور x لها هي:
{\displaystyle {\begin{aligned}&x=a\theta -b\sin \theta \\&y=a-b\cos \theta \end{aligned}}}
حيث θ هي الزاوية المتغيرة التي تتدحرج الدائرة من خلالها.

### الشائع والمتقاصر والمتطاول
إذا كانت P تقع داخل الدائرة ( b < a ) ، أو على محيطها ( b = a ) ، أو خارجها ( b > a )، يوصف العجلي بأنه متقاصر، أو شائع، أو متطاوي، على الترتيب.  يُرسَم العجلي المتقاصر بواسطة دواسة (بالنسبة إلى الأرض) عندما يتم تحريك الدراجة ذات التروس العادية على طول خط مستقيم. يُرسَم العجلي المتطاول بواسطة طرف مجداف (بالنسبة لسطح الماء) عندما يٌقاد القارب بسرعة ثابتة بواسطة عجلات تجذيف؛ يحتوي هذا المنحنى على عروات. يمتلك العجلي الشائع، والذي يُطلق عليه أيضًا اسم الدويري، عطفات عند النقاط التي يلامس فيها P المستقيم L.